# (115485) 2003 UR19
(115485) 2003 UR19 — астероїд головного поясу, відкритий 22 жовтня 2003 року.
Тіссеранів параметр щодо Юпітера — 3,419.